# Aalesunds FK
Aalesunds FK este o echipă de fotbal din Ålesund, Norvegia.